# Veessen
Veessen is een dorp in de gemeente Heerde, in de Nederlandse provincie Gelderland. In 2023 telde het dorp en de directe omgeving 670 inwoners. Het dorp is gelegen aan de westelijke oever van de rivier de IJssel.

## Geschiedenis
De plaatsnaam kwam in 1217 voor als Vesce, al bestaan er twijfels of daar werkelijk het huidige Veessen mee bedoeld werd. Het is in elk geval wel duidelijk dat in 1365 de plaats als Vesen werd geschreven. In 1459 dook de huidige spelling van de plaatsnaam op.
Bij de bevrijding van Nederland in november 1813 werd bij Veessen een schipbrug gelegd ten behoeve van het beleg van Deventer. Maar door het hoge water kwamen de uiterwaarden blank te staan en had de schipbrug geen zin meer. Wel bleven de Veessenaren maandenlang zitten met enkele honderden kozakken, die paarden, jenever en vrouwen vorderden. Ter herinnering aan deze tijd staat er in het haventje van Veessen een standbeeld van een kozak.
Op 1 januari 1812 was Veessen als zelfstandige gemeente afgesplitst van Heerde (met de plaatsen Welsum, Vorchten en Marle), maar op 1 januari 1818 kwam er alweer een eind aan de zelfstandigheid en keerde Veessen terug bij Heerde. Opvallend detail is dat de gemeente Veessen geen gemeentewapen had. Op een aanvraag van 29 juli 1816 gaf de burgemeester van Veessen zelfs aan dat men er ook niet voor in aanmerking wilde komen.

## Voorzieningen
Veessen heeft een basisschool, "De IJsselvallei". Er zijn enkele winkels. In Veessen staat een kerk, eigendom van de PKN-gemeente. Noemenswaard is het orgel, gebouwd door Petrus van Oeckelen. Als een van de weinige orgels van de hand van deze bouwer is dit orgel nog in oorspronkelijke staat. Verder is er een voetbalclub genaamd VEVO en een fanfare die "Vivo" heet. Het dorp telt drie campings. In het buitengebied van Veessen zijn melkveebedrijven gevestigd. Aan de IJsseldijk staat de Mölle van Bats, een korenmolen uit 1779. Er is een voet-fietsveer tussen Veessen en Fortmond.

## Hoogwatergeul

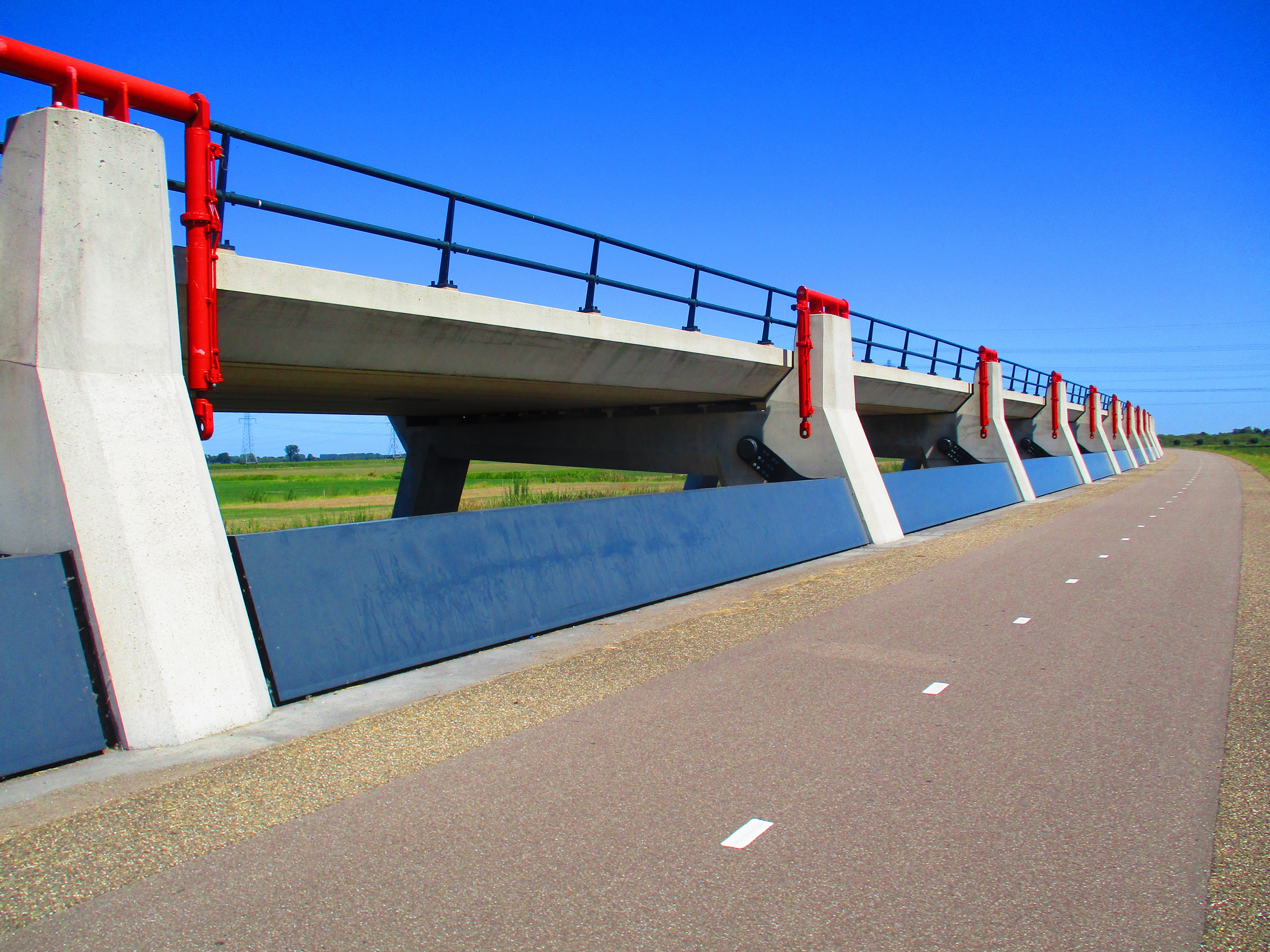
Hoogwaterbrug Heerde-Veessen

Bij Veessen is,  in opdracht van Rijkswaterstaat, een hoogwatergeul of groene rivier aangelegd. Dit project 
vanwege Ruimte voor de rivier is tussen 2014 en 2017 gerealiseerd. De geul loopt parallel aan de IJssel en wordt gevormd door twee dijken die 500 - 1500 meter uit elkaar liggen en acht kilometer noordelijker weer op de rivier aansluiten. Deze 'bypass' zal uitsluitend bij een waterhoogte van 5.65 m boven Normaal Amsterdams Peil watervoerend zijn en dan de waterstand van de IJssel met 71 cm verlagen. Het landbouwgebied tussen de dijken is dan een tweede rivier en Veessen is alleen nog per brug of boot bereikbaar. De verwachting is dat dit gemiddeld eenmaal in 75 jaar zal gebeuren. De Tolbrug over de inlaat van de groene rivier vormt de verbinding met Heerde, hij is vernoemd naar het tolhuis uit 1854 dat vanwege de aanleg van de geul in 2014 werd afgebroken.

## Foto's

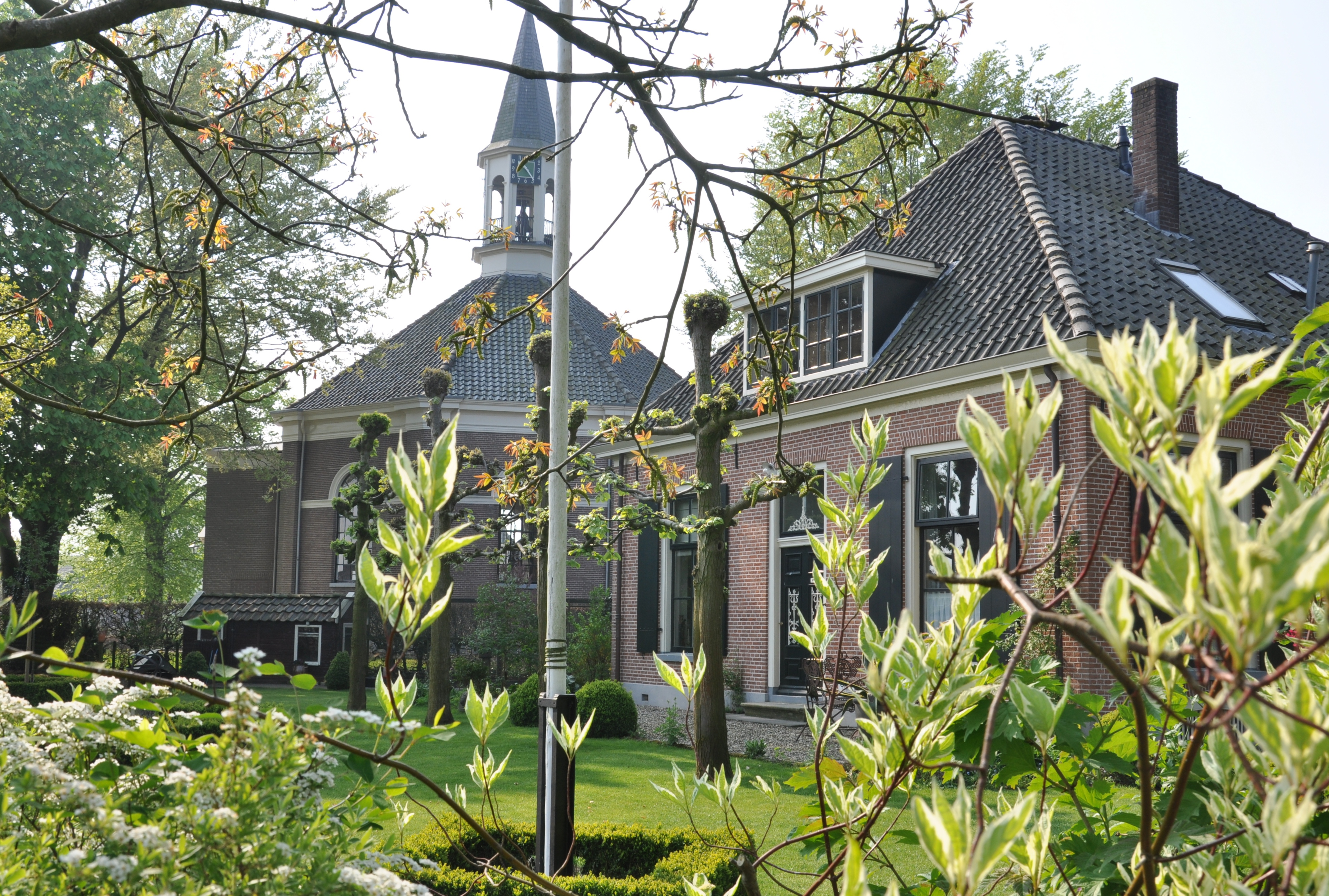
Hervormde Kerk
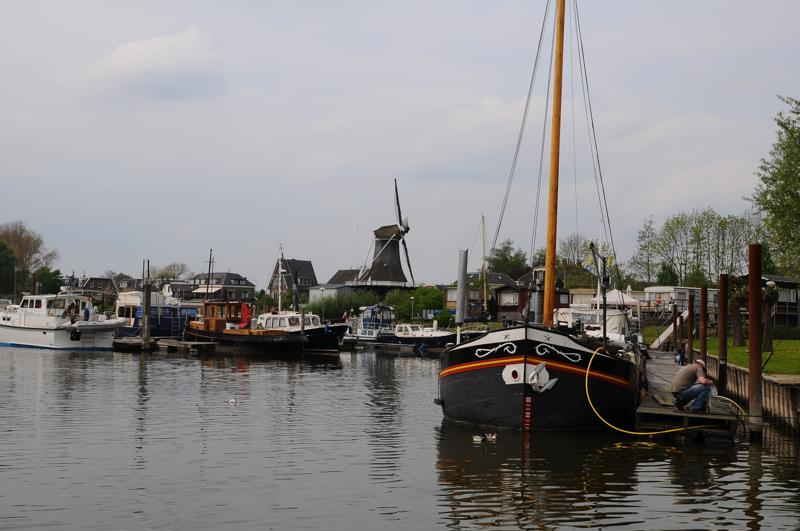
Haven
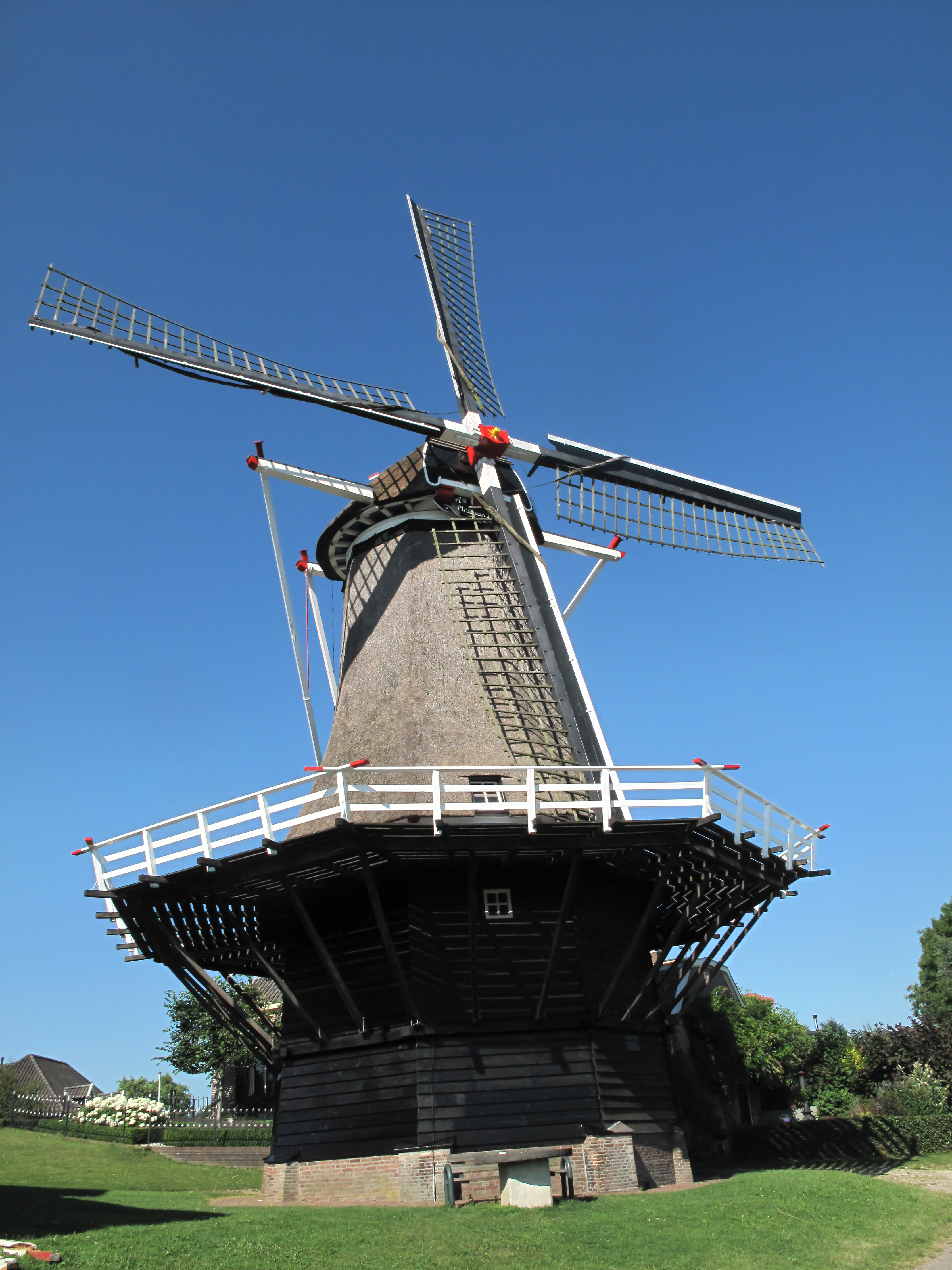
Molen van Bats
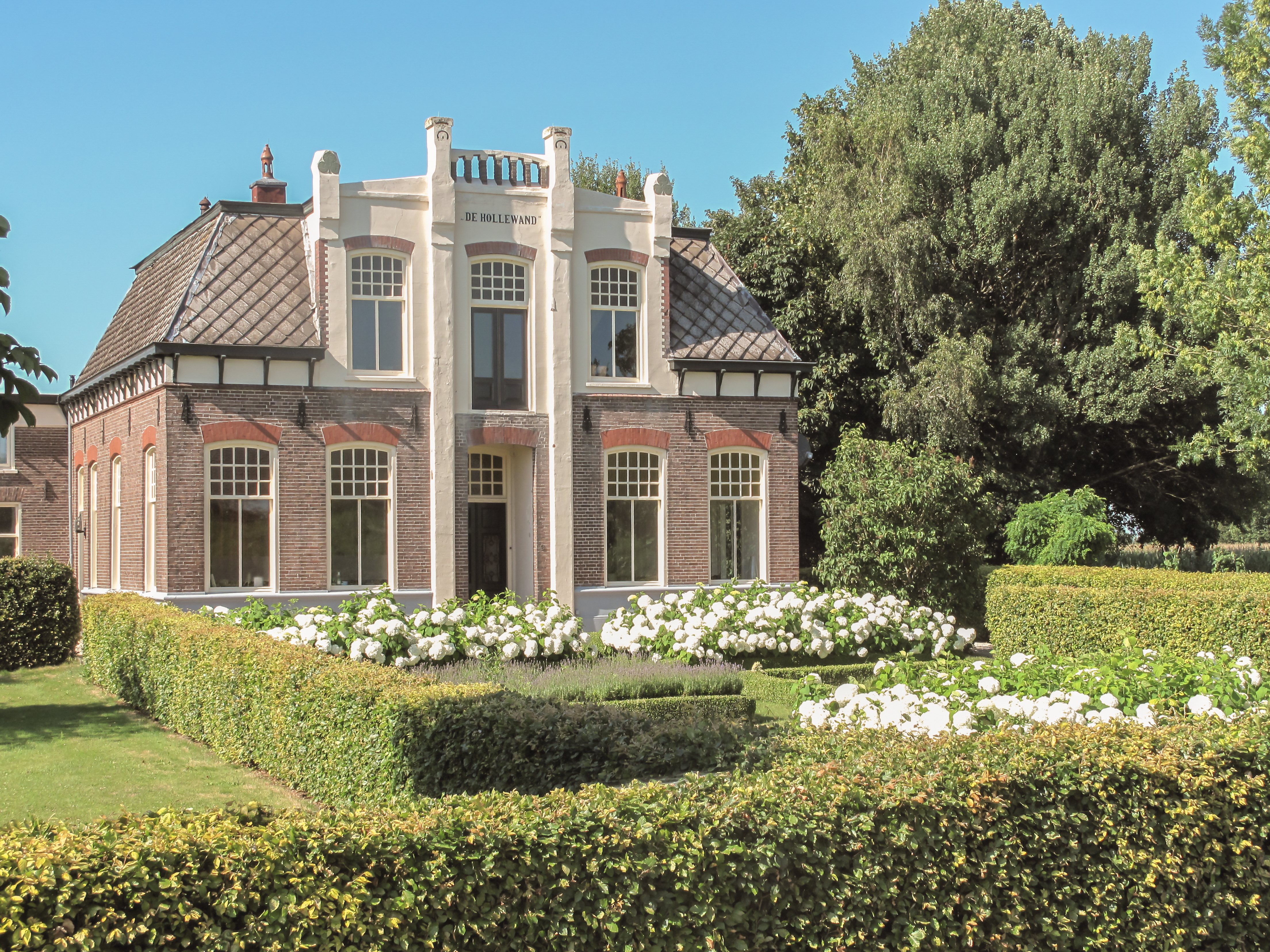
Boerderij de Holle Wand
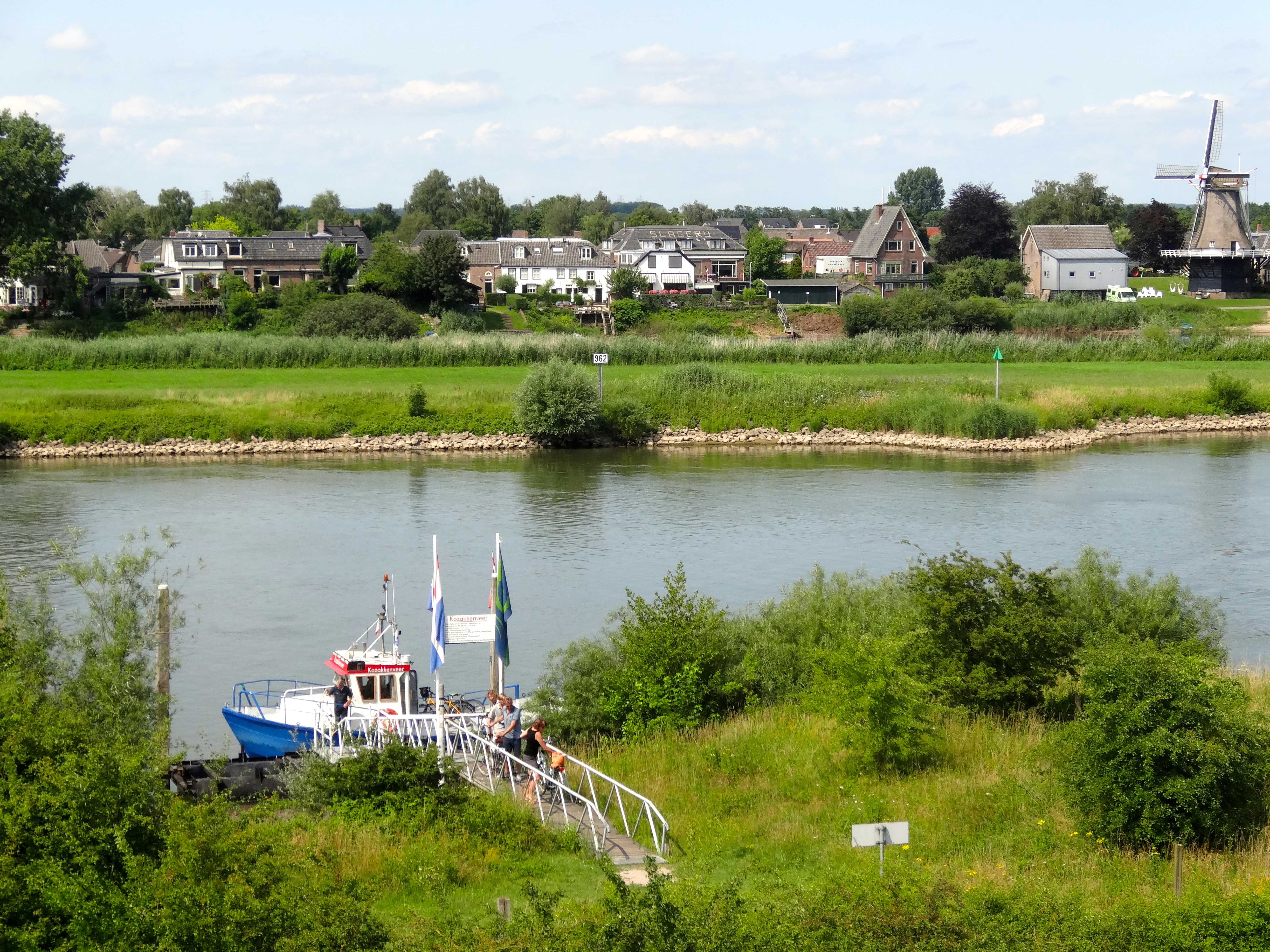
Veessen aan de IJssel
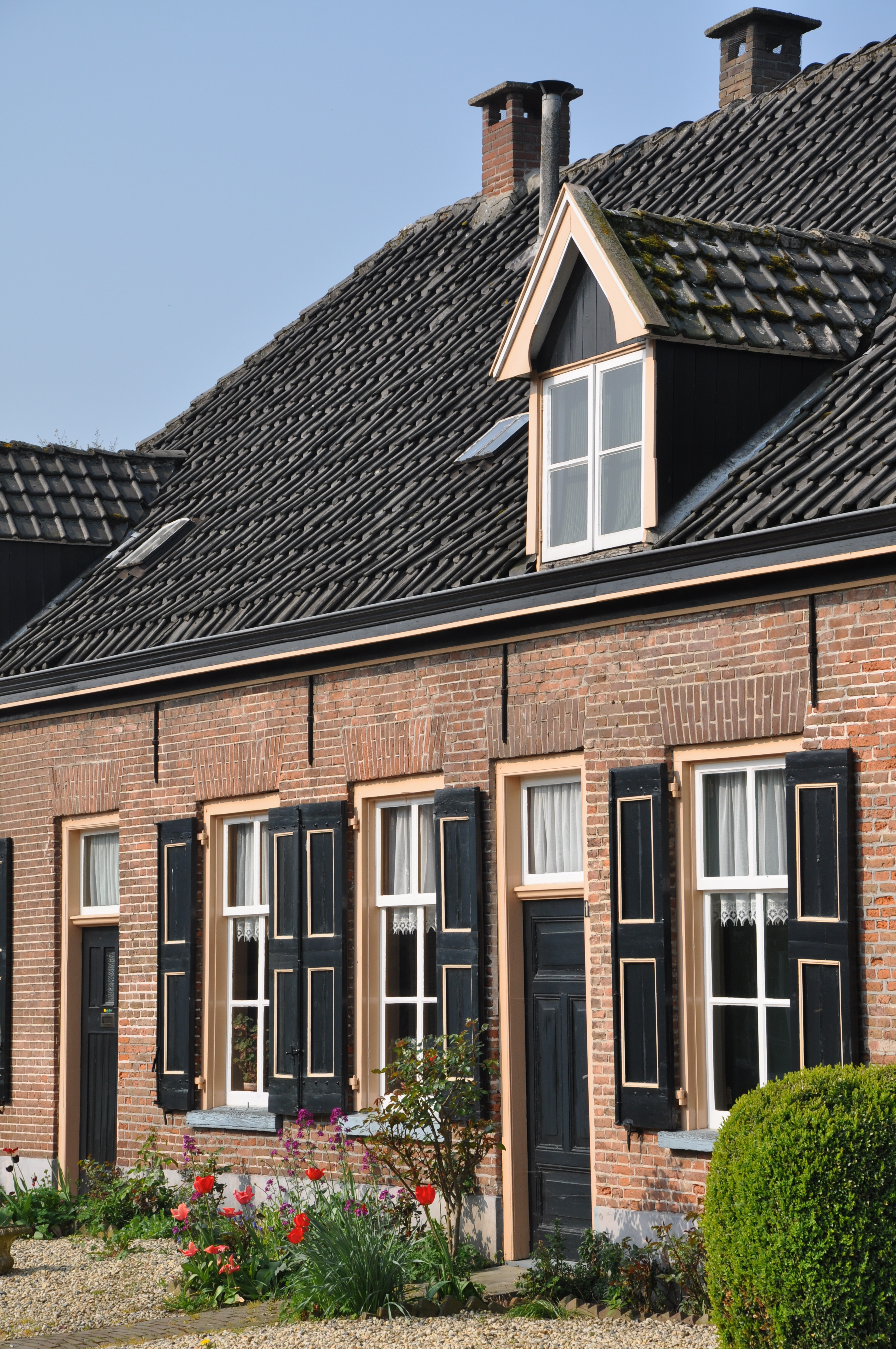
Huizen in Veessen
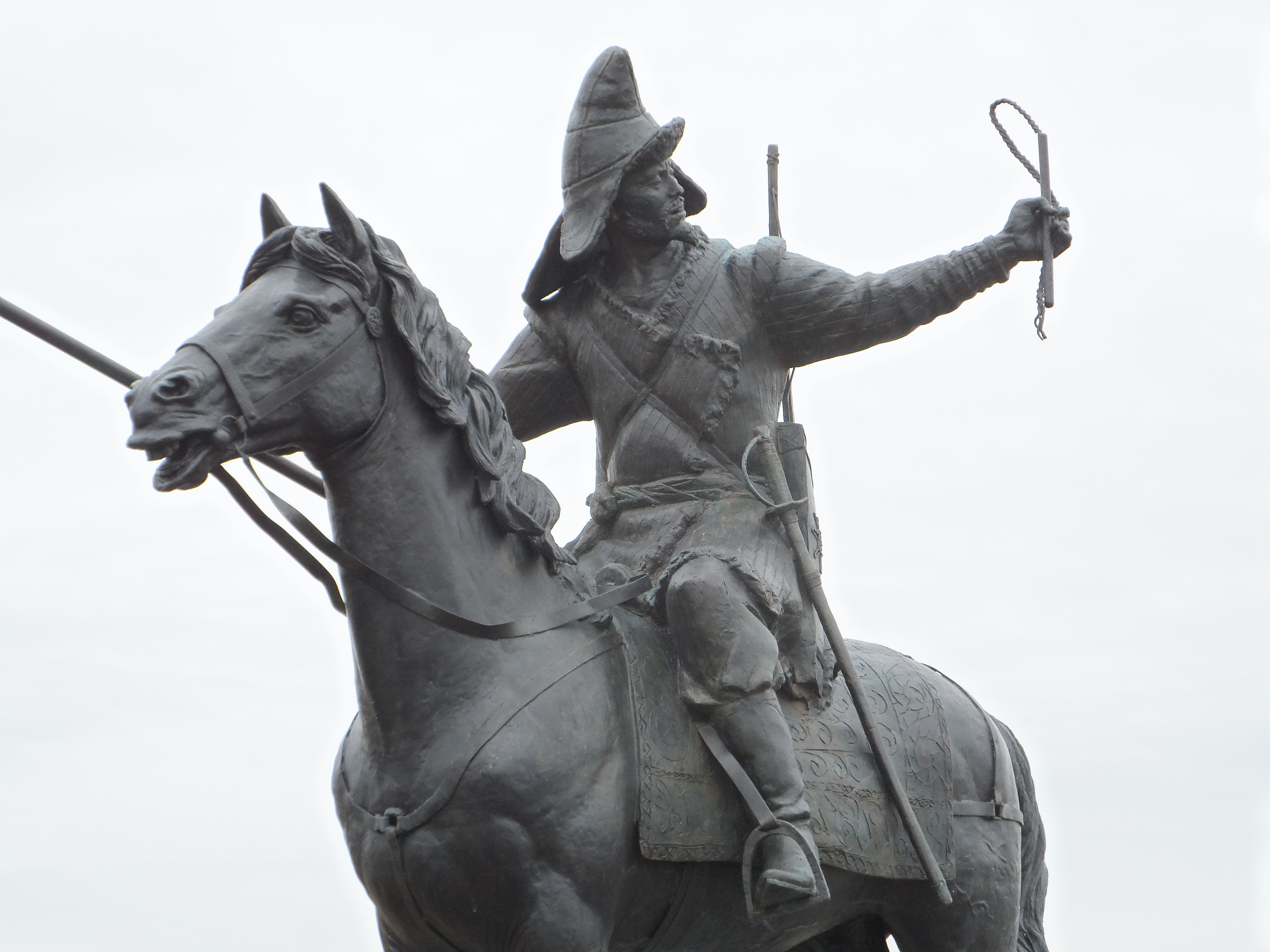
Standbeeld van Basjkierse strijder aan de IJssel
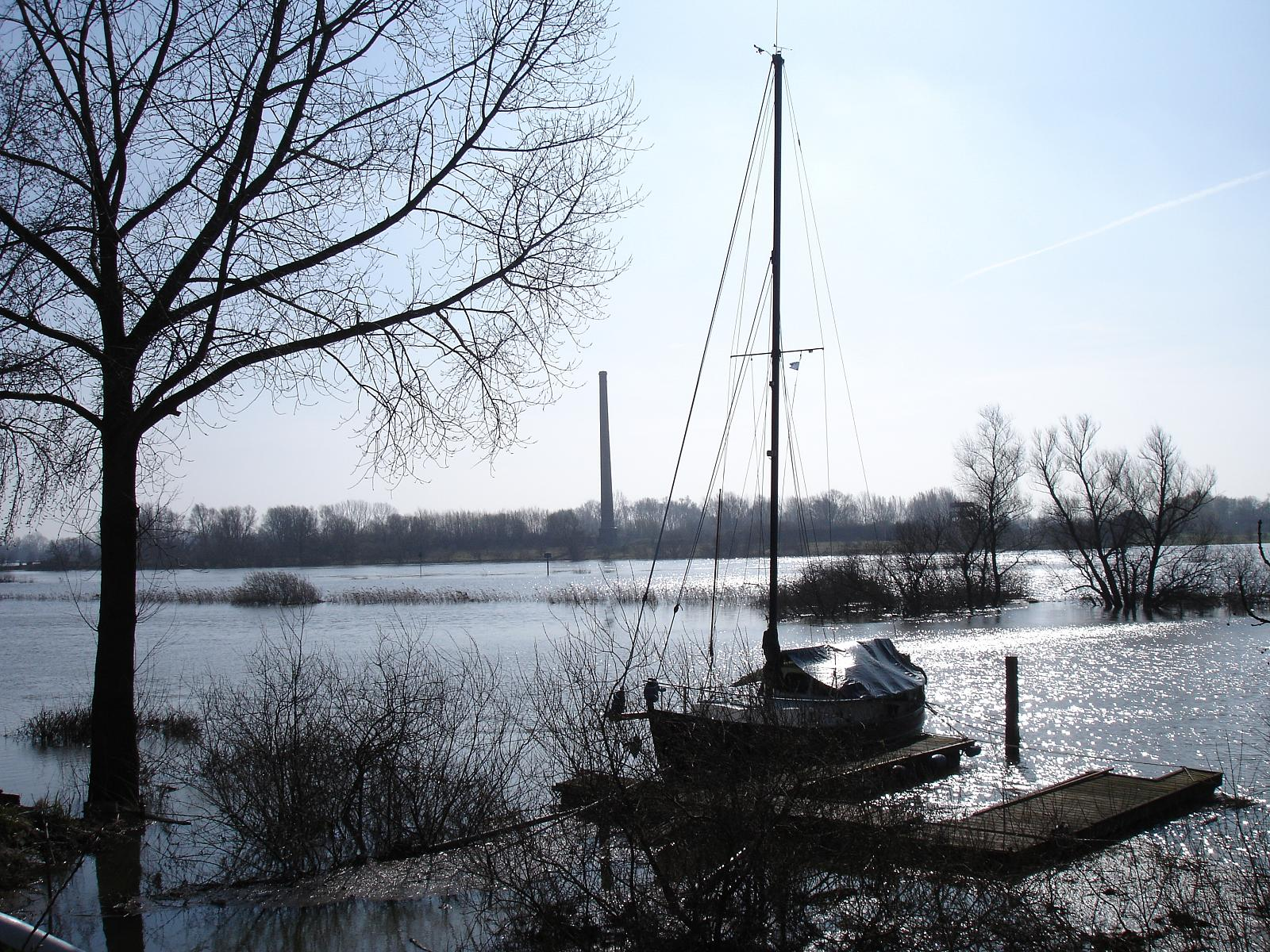
Hoogwater bij Veessen